# 林達爾
林達爾（挪威語：Rindal）是挪威特伦德拉格郡的一個市镇，行政中心为林達爾村。市镇面积为632平方公里，人口数量为2,003人（2020年），人口密度为每平方公里3.3人。
林達爾以前隶属默勒-魯姆斯達爾郡，2019年1月1日转移至特伦德拉格郡。